# Ophyra solitaria
Ophyra solitaria är en tvåvingeart som beskrevs av Albuquerque 1958. Ophyra solitaria ingår i släktet Ophyra och familjen husflugor. Inga underarter finns listade i Catalogue of Life.